# Der Einwanderer
Der Einwanderer (Originaltitel: The Immigrant / Alternativtitel: Der Immigrant) ist eine US-amerikanische Filmkomödie aus dem Jahr 1917. Charles Chaplin verkörpert in diesem Kurzfilm seine berühmte Figur des namenlosen Vagabunden. Der Film wurde am 17. Juni 1917 in den Vereinigten Staaten uraufgeführt. In Deutschland war der Film in einer achtzigminütigen Kompilation mit fünf weiteren Kurzfilmen unter dem Titel Lachen verboten erstmals am 10. Dezember 1954 im Kino zu sehen. 1998 wurde der Film ins National Film Registry aufgenommen.

## Handlung
Ein Dampfer überquert den Atlantischen Ozean. An Bord befinden sich Auswanderer mit dem Ziel Vereinigte Staaten. Einer der namenlosen Immigranten verbringt die Zeit mit Essen und Kartenspiel und weicht seekranken Mitreisenden aus. Er lernt eine Frau kennen, die mit ihrer kranken Mutter in die Staaten reisen will. Er hat Mitleid mit den mittellosen Frauen und steckt heimlich seine Gewinne aus dem Kartenspiel in die Handtasche der Frau. Unglücklicherweise wird er dabei gesehen und des Taschendiebstahls bezichtigt. Die Frau kann den Sachverhalt jedoch aufklären und die Unschuld des Mannes bezeugen. Bis zur Ankunft in Amerika bleiben die beiden zusammen.
Arm und hungrig streift der Mann später durch die Straßen. Er findet ein Geldstück und geht in ein Restaurant. Dort bestellt er sich Bohnen. Hier begegnet er seiner Bekannten vom Schiff und erfährt, dass ihre Mutter gestorben ist. Auch für die Frau bestellt er ein Essen. Während des Essens werden sie auf den stämmigen Oberkellner aufmerksam. Mit ein paar anderen Kellnern befördert er einen Gast hinaus, der nicht genug Geld für seine Rechnung dabei hat.
Der eingeschüchterte Mann schaut nach seinem Geldstück, doch er stellt entsetzt fest, dass es durch ein Loch in seiner Tasche verschwunden ist. Doch noch während er den befürchteten Kampf mit dem Kellner plant, findet er ein weiteres Geldstück auf dem Boden. Er gibt dem Kellner die Münze, die der jedoch als Fälschung ansieht. Wieder bereitet sich der Mann geistig auf einen Kampf mit dem Kellner vor. Doch er wird von einem Künstler unterbrochen, der ihn und die Frau als Modelle engagieren will. Die beiden akzeptieren, der Maler will zudem die Rechnung der beiden begleichen. Doch aus Schamgefühl lehnt der Mann dies ab. Der Maler begleicht seine eigene Rechnung und legt für den Kellner ein Trinkgeld auf den Tisch. Der Mann erkennt, dass das Trinkgeld auch für seine Rechnung reichen würde. Er schafft es, das Trinkgeld an sich zu nehmen, ohne dass der Maler es bemerkt und gibt dem Kellner das Geld. Nun lässt er dem Kellner das Wechselgeld, eine kleine Münze, als Trinkgeld liegen. Vor einem Standesamt verspricht er der schüchternen und zögernden Frau die Ehe und trägt zum Schluss die lachende Frau in das Amt.

## Kritik
David Robinson beschreibt den Film in seinem Buch Chaplin: Sein Leben, seine Kunst als „komisches Meisterwerk, dessen ironische und satirische Qualitäten auch nach 70 Jahren vorhanden sind.“

## Hintergrund
Eine Szene des Films, in dem Chaplin einen Einwanderungsbeamten tritt, wurde als ein Beleg für Chaplins Anti-Amerikanismus angesehen. Zu Beginn der McCarthy-Ära reiste er für die Uraufführung seines Films Rampenlicht nach London. Aufgrund eines Verfahrens wegen "subversiver Tätigkeiten", angestrengt vom damaligen Chef des FBI, J. Edgar Hoover, wurde ihm die Rückkehr in die USA verboten.
Edna Purviance war damals Chaplins bevorzugte Hauptdarstellerin: Keine andere Frau trat so oft (35 Mal) in Chaplins Filmen auf wie sie. Auch der Schotte Eric Campbell war oft in Chaplins Filmen zu sehen; Insgesamt 11 Mal spielte er den bösen Gegenpart Chaplins. Dieser Film war sein vorletzter. Henry Bergman spielte bis 1936 immer wieder in Chaplins Filmen mit, danach wurde er als Produktionsassistent für den Film Der große Diktator engagiert.